# Better with You
Better with You (No Brasil: Até que o Amor os Separe e em Portugal: Mais Vale Juntos) é uma série de comédia romântica americana, estrelada por Joanna Garcia Swisher e Jennifer Finnigan e foi criada por Shana Goldberg-Meehan. O piloto da série foi ao ar na quarta-feira, dia 22 de setembro de 2010 na ABC às 20h30 min (UTC−5).
A série foi oficialmente cancelada no dia 13 de maio de 2011 pela emissora americana ABC, o motivo foi a audiência que não atingiu as expectativas.
No Brasil, foi exibida pelo SBT entre 14 de agosto e 04 de dezembro de 2012, ás 3h30 da manhã; e posteriormente reprisada em 2013, no mesmo horário.

## Sinopse
A série gira em torno de três relacionamentos diferentes que estão intimamente interligados em uma família. Maddie Putney e Mia Putney são duas irmãs, e cada uma tem um relacionamento. Maddie a irmã mais velha está namorando o Ben Coles há 9 anos, e até agora não se casaram. Mia está namorando Casey Marion Davenport há algumas semanas e já vão se casar, pois Mia está grávida. Seus pais Joel Putney e Vicky Putney que estão casados há 35 anos, já nem se lembram que estão casados, pois discordam de quase tudo.

## Elenco
| Ator/Atriz        | Personagem             |
| ----------------- | ---------------------- |
| Joanna Garcia     | Mia Putney             |
| Jennifer Finnigan | Maddie Putney          |
| Josh Cooke        | Ben Coles              |
| Jake Lacy         | Casey Marion Davenport |
| Kurt Fuller       | Joel Putney            |
| Debra Jo Rupp     | Vicky Putney           |

## Recepção

### Crítica
Better with You recebeu críticas mistas e tinha uma Metacritic de 64.

### Audiência
| Temporada | Episódios | Horário                                                                                                 | Data de Lançamento     | Data de Lançamento | Data de Lançamento | Ranking | Telespectadores (em milhões) | Canal |
| Temporada | Episódios | Horário                                                                                                 | Estreia da temporada   | Final da temporada | Temporada da TV    | Ranking | Telespectadores (em milhões) | Canal |
| --------- | --------- | --- | ---------------------- | ------------------ | ------------------ | ------- | ---------------------------- | ----- |
| 1         | 22        | Quarta às 20:30 (22 de Setembro 22 de 2010 – 11 de Maio de 2011) Segunda às 21:30 (25 de Abril de 2011) | 22 de setembro de 2010 | 11 de Maio de 2011 | 2010–2011          | #75     | 6.60                         | ABC   |

### Prêmios
| Ano  | Prêmio                 | Indicação                      | Resultado |
| ---- | ---------------------- | ------------------------------ | --------- |
| 2011 | People's Choice Awards | Nova Série de Comédia Favorita | Indicado  |

## Canais internacionais
| País           | Canal          | Estreia               |
| -------------- | -------------- | --------------------- |
| Austrália      | Channel Nine   | 1 de Dezembro de 2010 |
| América Latina | Warner Channel | 1 de Novembro de 2010 |
| Nova Zelândia  | TV2            | 19 de Janeiro de 2011 |
| Sérvia         | HBO Comedy     | 1 de Março de 2011    |
| Reino Unido    | 5*             | 9 de Março de 2011    |
| Polônia        | HBO Comedy     | 1 de Março de 2011    |

## Episódios
| Temporada | Temporada | Episódios | Exibição original | Estreia da temporada   | Final da temporada |
| --------- | --------- | --------- | ----------------- | ---------------------- | ------------------ |
|           | 1         | 22        | 2010–2011         | 22 de Setembro de 2010 | 11 de Maio de 2011 |

### 1ª Temporada (2010-2011)
| # | Título                                                         | Lançamento original     | Dirigido por   | Escrito por                         | Audiência |
| --- | -------------------------------------------------------------- | ----------------------- | -------------- | ----------------------------------- | --------- |
| 1 | "Piloto" Pilot"                                                | 22 de Setembro de 2010  | James Burrows  | Shana Goldberg-Meehan               | 7.97      |
| Mia convida sua irmã Maddie e o namorado dela Ben para conhecer seu novo namorado Casey, que dão a notícia que estão noivos. Madie fica surpreendida com a notícia e fica com ciúmes sabendo que sua irmã vai se casar antes dela. Maddie tenta dar apoio a sua irmã mais nova e deixar seus pais Vicky e Joel dar críticas, mas, para surpresa de Maddie, os pais dão um grande apoio ao noivado de Mia. Só que as coisas pioram quando Maddie descobre que Ben sabia que Mia também está grávida.        |                                                                |                         |                |                                     |           |
| 2 | "Melhor com o Quartel de Bombeiros" Better with Firehouse"     | 29 de Setembro de 2010  | John Pasquin   | Lon Zimmet & Dan Rubin              | 6.985     |
| Mia e Casey vão a procura de uma casa, quando percebe que o apartamento deles é muito pequeno para seu filho. Mas Casey tem gostos diferentes, pois ele viu numa seleção um "quartel de bombeiros" antigo, e Ben também gostou por causa do poste que escorrega, quando Maddie e Mia descobrem que seus namorados, estão brigando pela casa que elas odiaram, uma tenta fazer com que a outra more lá para poder se livrar de lá. Enquanto isso Joel fica aposentado, e irrita Vicky com seus passatempos. |                                                                |                         |                |                                     |           |
| 3 | "Melhor com o Ben" Better with Ben"                            | 6 de Outubro de 2010    | Andy Cadiff    | Kat Likkel & John Hoberg            | 6.870     |
| Todo mundo detesta tirar fotos para cartões de Natal, pois Joel fica obcecado com isso todo ano. Mas, quando Joel convida Casey para tirar aparecer na foto, ao invés de Ben, ele fica magoado com o sogro. Então, ele e Maddie preparam outro cartão de natal de vingança. Enquanto isso, Mia e Casey têm dificuldades para dizer não, então eles pedem para Maddie e Ben fazerem o trabalho pesado pelo futuro de seu bebê.                                                                              |                                                                |                         |                |                                     |           |
| 4 | "Melhor com a Primeira Briga" Better with Fighting"            | 13 de Outubro de 2010   | Andy Cadiff    | Shana Goldberg-Meehan               | 6.376     |
| Mia e Casey tem sua primeira, pois ultimamente Casey vem se atrasando para a reunião de família. Já Maddie e Ben estão tendo sua 48ª briga, pois Maddie não gosta que Ben fique comprando produtos pela televisão, e Ben não gosta da quantidade de jogos de tabuleiro que Maddie coleciona. Enquanto isso Joel e Vicky estão tendo sua 826ª briga, escondendo as coisas um do outro. |                                                                |                         |                |                                     |           |
| 5 | "Melhor com o Camaradinha" Better with Little Buddy"           | 20 de Outubro de 2010   | Andy Cadiff    | Greg Malins                         | 6.832     |
| Maddie faz um acordo com Ben para fazer Vicky acreditar que foi ideia dela parar de mandar e-mails engraçadinhos para seus amigos. Casey se apavora com a ideia de fazer sexo com Mia depois do ultrassom e ela pede ajuda a Maddie para convencê-lo do contrário. |                                                                |                         |                |                                     |           |
| 6 | "Melhor com o Halloween" Better with Halloween"                | 27 de Outubro de 2010   | John Pasquin   | Mathew Harawitz                     | 7.670     |
| É o dia das bruxas e também o aniversário de Maddie. Por isso, Mia e Casey decidem organizar uma festa de aniversário que não tenha nada a ver com bruxas e fantasmas pois sabem que ela detesta que seu dia seja "roubado" pelas festas de dia das bruxas. Joel dá conselhos a Ben sobre como consertar os erros em seu relacionamento. Maddie e Vicky alertam Mia para não investigar os pertences de Casey quando Mia acidentalmente encontra uma fita de vídeo misteriosa.                             |                                                                |                         |                |                                     |           |
| 7 | "Melhor com o Joel na Estrada" Better with Road Joel"          | 3 de Novembro de 2010   | Shelley Jensen | Zachary Rosenblatt                  | 7.733     |
| Ben e Joel partem numa viagem a Vermont com Casey para ajudá-lo a tirar suas coisas do depósito. Enquanto Ben quer aproveitar a chance para se aproximar de Casey, Joel tem outros planos em mente. Mia, Maddie e Vicky organizam um chá de bebê, que foge do controle quando a mãe de Casey bate boca com Vicky. |                                                                |                         |                |                                     |           |
| 8 | "Melhor com a Paquera" Better with Flirting"                   | 17 de Novembro de 2010  | Shelley Jensen | Greg Malins                         | 7.111     |
| Casey e Mia ficam surpresos quando Maddie consegue uma reunião com uma das maiores organizadoras de casamentos da cidade: Lorraine Ashley. Entretanto, a sorte delas logo muda quando a organizadora quer exagerar na festa. Enquanto isso, Ben percebe que suas habilidades de paquera estão indo por água abaixo desde que começou a namorar Maddie. |                                                                |                         |                |                                     |           |
| 9 | "Melhor com o Dia de Ação de Graças" Better with Thanksgiving" | 24 de Novembro de 2010  | Gary Halvorson | Adam Chase                          | 6.850     |
| Toda a família fica tranquila quando o forno de Vicky quebra e ela não pode fazer uma de suas receitas malucas para o dia de ação de graças. Enquanto isso, Mia acidentalmente encontra o anel de sua finada avó, que "teoricamente" foi roubado, dentro do armário de Maddie. |                                                                |                         |                |                                     |           |
| 10 | "Melhor com as Besteiras de Natal" Better with Christmas Crap" | 8 de Dezembro de 2010   | Gary Halvorson | Margee Magee & Angeli Millan        | 7.147     |
| Quando Maddie descobre que Mia está usando a gravidez como desculpa para fugir do entediante natal com a família na casa de campo, ela também inventa uma justificativa para escapar da viagem. |                                                                |                         |                |                                     |           |
| 11 | "Melhor com a Calça Apertada" Better with Skinny Jeans"        | 5 de Janeiro de 2011    | Rob Schiller   | Kat Likkel & John Hoberg            | 7.440     |
| Quando Mia acusa Ben de rasgar seu jeans favorito, ela o leva até uma loja para comprar um jeans novo e ele acaba revelando a triste verdade a Mia: ela precisa comprar calças de grávidas. Enquanto isso, Joel decide entrar em forma quando descobre que está no último lugar do ranking de Vicky e suas amigas. Maddie vai até o limite para impressionar Casey com seu serviço ao Correio. |                                                                |                         |                |                                     |           |
| 12 | "Melhor com o Gato" Better With a Cat"                         | 18 de Janeiro de 2011   | Shelley Jensen | Christopher Luccy                   | 6.369     |
| Quando Mia e Casey têm que se livrar do gato que adotaram por causa das instruções de seu médico, seus familiares competem pela custódio do bichano, acreditando que, fazendo isso, vão conseguir também o título de guardiões do filho de Mia e Casey. |                                                                |                         |                |                                     |           |
| 13 | "Melhor com o Dia dos Namorados" Better with Valentine's Day"  | 9 de Fevereiro de 2011  | Gary Halvorson | Greg Malins & Shana Goldberg-Meehan | 6.806     |
| Casey se recusa a escutar Ben e Joel quando eles lhe dizem para não comprar nada muito caro de presente de dia dos namorados para Mia, porque com isso ela vai esperar presentes ainda melhores no futuro. Por isso, Ben e Joel começam a competir com Casey para ver quem vai comprar o maior e mais caro presente para sua cara-metade. |                                                                |                         |                |                                     |           |
| 14 | "Melhor com a Jaqueta de Couro" Better with a Leather Jacket"  | 16 de Fevereiro de 2011 | Gary Halvorson | Greg Malins & Shana Goldberg-Meehan | 5.878     |
| Durante uma entrevista de emprego, Casey acidentalmente usa uma jaqueta de couro que traz azar a quem a veste. Logo toda a família começa a se lembrar do que aconteceu quando cada um usou a tal jaqueta. |                                                                |                         |                |                                     |           |
| 15 | "Melhor com o Shamrock" Better with a Shamrock"                | 23 de Fevereiro de 2011 | Gary Halvorson | Lon Zimmet & Dan Rubin              | 5.728     |
| Ben está desesperado para ter seu nome escrito na parede de seu bar favorito, mas as complicações surgem quando ele descobre que o novo dono do bar é ninguém menos que Nick Swisher, uma pessoa com que Ben divide um passado conturbado. Maddie e Mia estão relutantes em acompanhar Vicky a um evento de caridade, então começam a discutir numa língua que as duas inventaram. |                                                                |                         |                |                                     |           |
| 16 | "Melhor sem um Sofá" Better Without a Couch"                   | 2 de Março de 2011      | Andrew Weyman  | Lon Zimmet & Dan Rubin              | 5.667     |
| Casey descobre que sua ex-namorada quer de volta o sofá que emprestou para ele antes do fim do namoro — o mesmo que Mia e Casey estão usando em sua casa. Sabendo que as garotas Putney são ciumentas, Ben garante a Casey que bolará o plano perfeito para se livrar do sofá sem que Mia saiba o porquê. Enquanto isso, Maddie atualiza o testamento de Vicky e Joel, mas descobre que seus pais não levam suas habilidades profissionais a sério.                                                        |                                                                |                         |                |                                     |           |
| 17 | "Melhor sem um Emprego" Better Without a Job"                  | 13 de Abril de 2011     | Gary Halvorson | Shana Goldberg-Meehan & Greg Malins | 4.845     |
| Depois de Maddie dizer que foi promovida por meio de um sócio em seu escritório, ela é demitido e, para salvar a cara ela diz para sua família que saiu porque ofereceram um emprego melhor. Enquanto isso, Vicky decide dar a Mia e Casey um livro infantil que foi passado através de sua família há gerações. |                                                                |                         |                |                                     |           |
| 18 | "Melhor sem Mentir" Better Without Lying"                      | 20 de Abril de 2011     | Andy Cadiff    | Greg Malins                         | 5.245     |
| Maddie tem a sensação de que a história de Mia sobre como ela e Casey se conheceram não é verdade. Vicky e Joel fazem a festa de noivado de Mia e Casey no clube de campo, e se aproveitam disso para promover a campanha de Joel para ser tesoureiro do clube. |                                                                |                         |                |                                     |           |
| 19 | "Melhor com a Dança" Better With Dancing"                      | 25 de Abril de 2011     | Gary Halvorson | Eve Weston                          | 11.225    |
| Mia e Casey resolvem fazer aulas de dança para seu casamento, durante as aulas Casey descobre que Mia não é uma boa dançarina então ele decide fingir que ele também dança mal para torná-la melhor. Enquanto isso, Ben aproveita que Larry King está em um hotel e pede um conselho sobre uma briga que teve com seus pais sobre Maddie. |                                                                |                         |                |                                     |           |
| 20 | "Melhor com Choro" Better With Crying"                         | 27 de Abril de 2011     | Gary Halvorson | Mathew Harawitz                     | 4.645     |
| Quando Mia percebe que ela não será capaz de estar em sua festa de casamento devido à sua gravidez, ela e Casey decidem que seria melhor adiar o casamento, mas, em seguida, Mia se vê em apuros quando a loja de noivas não vai devolver o dinheiro do vestido. Enquanto isso, Joel procura não chorar durante o brinde do casamento, então Ben usa a oportunidade para se vingar de Joel por tirar sarro dele quando ele chorou sobre o seu animal de estimação da infância de morrer.                   |                                                                |                         |                |                                     |           |
| 21 | "Melhor com uma Pechincha" Better With a Bargain"              | 4 de Maio de 2011       | Gary Halvorson | Margee Magee & Angeli Millan        | 5.41      |
| Joel tenta usar suas habilidades de negociação para conseguir a Mia o carrinho de bebê de seus sonhos. Maddie se preocupa de ela estar perdendo a sua paixão de ser uma advogada. |                                                                |                         |                |                                     |           |
| 22 | "Melhor com o Bebê" Better With the Baby"                      | 11 de Maio de 2011      | Gary Halvorson | Adam Chase                          | 5.950     |
| Quando Mia vai para o trabalho, ela e Casey decidem que eles devem se casar antes de ela dar à luz. Ben e Casey se apressam para ir à Prefeitura para obter a licença de casamento. Enquanto isso Maddie tenta encontrar alguém para realizar a cerimônia e Vicky e Joel ficam responsáveis em olhar os presentes, eles procuram na loja por "algo velho, algo novo, algo emprestado, algo azul". |                                                                |                         |                |                                     |           |

## Cancelamento
No dia 13 de Maio de 2011 a emissora americana ABC anunciou o cancelamento do seriado. Sua audiência não foi o suficiente para ser renovada.